# María (EP)
María è l'EP d'esordio della cantante sudcoreana e membro delle Mamamoo Hwasa. È stato pubblicato il 25 giugno 2020 dalla RBW. L'EP è stato anticipato da due singoli: "Twit", uscito il 13 febbraio 2019, e la title track omonima. L'EP contiene sette tracce totali, con collaborazioni con Zico e DPR Live.

## Antefatti e pubblicazione
A febbraio 2019, Hwasa ha fatto il suo debutto solistico con il singolo digitale "Twit", il quale lei stessa ha co-scritto e co-composto. La canzone è stata un successo commerciale; arrivando al primo posto nelle classifiche digitali, di streaming e di download di Gaon in Corea del Sud.
Il 15 giugno 2020 Hwasa rilascia l'immagine teaser dell'album, insieme alla data di pubblicazione. Rivela anche che l'EP e il nuovo singolo si sarebbero chiamati entrambi "María". Il nome si riferisce al suo nome di battesimo. Il 16 giugno pubblica un video di introduzione all'album intitolato "Nobody Else". Il 22 giugno le tracce dell'album vengono condivise.

## Composizione
(Hwasa)
L'EP appartiene al genere k-pop, ma contiene diverse influenze dance, R&B e pop latino. Il singolo principale è stato composto da Hwasa ed il suo produttore Park Woosang. Hwasa ha anche scritto il testo di "LMM" e ha composto "Why".
La traccia d'apertura dell'album, "Intro: Nobody Else", è una canzone con un testo profondo su una melodia drammatica di pianoforte mischiata a melodie synth. Esse trasmettono come a volte dietro un'atmosfera abbagliante, i pensieri più bui continuino a nascondersi ed a rimanere nella mente di una persona. Co-composta da Hwasa ed il produttore Park Woosang, "Maria" combina elementi trap e synth con un bridge con una parte allegra, che fa un seguito leggermente più strano in una ballata con archi. Il testo descrive le difficoltà e le battaglie dovute alla fama, delineando le emozioni che devono essere soppresse e l'effetto che lo stare sempre dinanzi al pubblico porta alla salute mentale. Prodotta da Zico, "Kidding" è una canzone con una giocosa melodia R&B che conferisce alla canzone una personalità anni '90. La canzone narra la storia di un amante infedele. "Why" è una ballata contemporanea con un beat trap e synth. La collaborazione di Hwasa con DPR Live, "I'm Bad Too" è una canzone con sfumature R&B e pop latino. Parla dell'amicizia tra lei stessa e DPR Live. "LMM" è una traccia con un tono orchestrale e con una melodia basata sul pianoforte e sul violino. La traccia di chiusura, "Twit" ha una melodia pop che presenta ritmi trap allegri ed elementi tropical house. L'artista passa da un canto rap per poi sottolineare la sua potente voce. La canzone è stata co-scritta da Hwasa, Park Woosang e Kim Dohun.

## Tracce
1. "Intro: Nobody Else" – 1:57 (Park Woosang)
2. "María (마리아)" – 3:19 (Hwasa, Park Woosang)
3. "Kidding" (prod. Zico) – 2:45 (testo: Kim Eana, Zico – musica: Kim Eana, Zico, Hwasa)
4. "Why" – 3:21 (testo: Hwasa, Cosmic Girl, Cosmic Sound – musica: Cosmic Girl, Cosmic Sound)
5. "I'm Bad Too" (feat. DPR Live) – 2:12 (Hwasa, DPR Live)
6. "LMM" – 4:41 (Hwasa, Park Woosang)
7. "Twit" – 3:10 (testo: Kim Dohoon, Hwang Sungjin, Hwasa – musica: Woosang)

Durata totale: 21:25

## Riconoscimenti
| Anno | Premio                       | Canzone | Categoria                    | Risultato       | Ref.  |
| ---- | ---------------------------- | ------- | ---------------------------- | --------------- | ----- |
| 2020 | 9th Circle Chart Music Award | "Twit"  | Canzone dell'anno - Febbraio | Vincitore/trice | [ 8 ] |

### Vittorie nei programmi musicali
| Canzone | Programma                  | Data           | Ref.   |
| ------- | -------------------------- | -------------- | ------ |
| Twit    | Show! Eum-ak jungsim (MBC) | 2 marzo 2019   | [ 9 ]  |
| Twit    | Show! Eum-ak jungsim (MBC) | 16 marzo 2019  | [ 10 ] |
| María   | Inkigayo (SBS)             | 26 luglio 2020 |        |
| María   | Inkigayo (SBS)             | 2 agosto 2020  |        |
| María   | Inkigayo (SBS)             | 9 agosto 2020  | [ 11 ] |
| María   | Music Bank (KBS)           | 7 agosto 2020  | [ 12 ] |
| María   | Music Bank (KBS)           | 21 agosto 2020 |        |

## Classifiche
| Classifica (2020) | Posizione massima |
| ----------------- | ----------------- |
| Corea del Sud     | 5                 |